# De Stompert

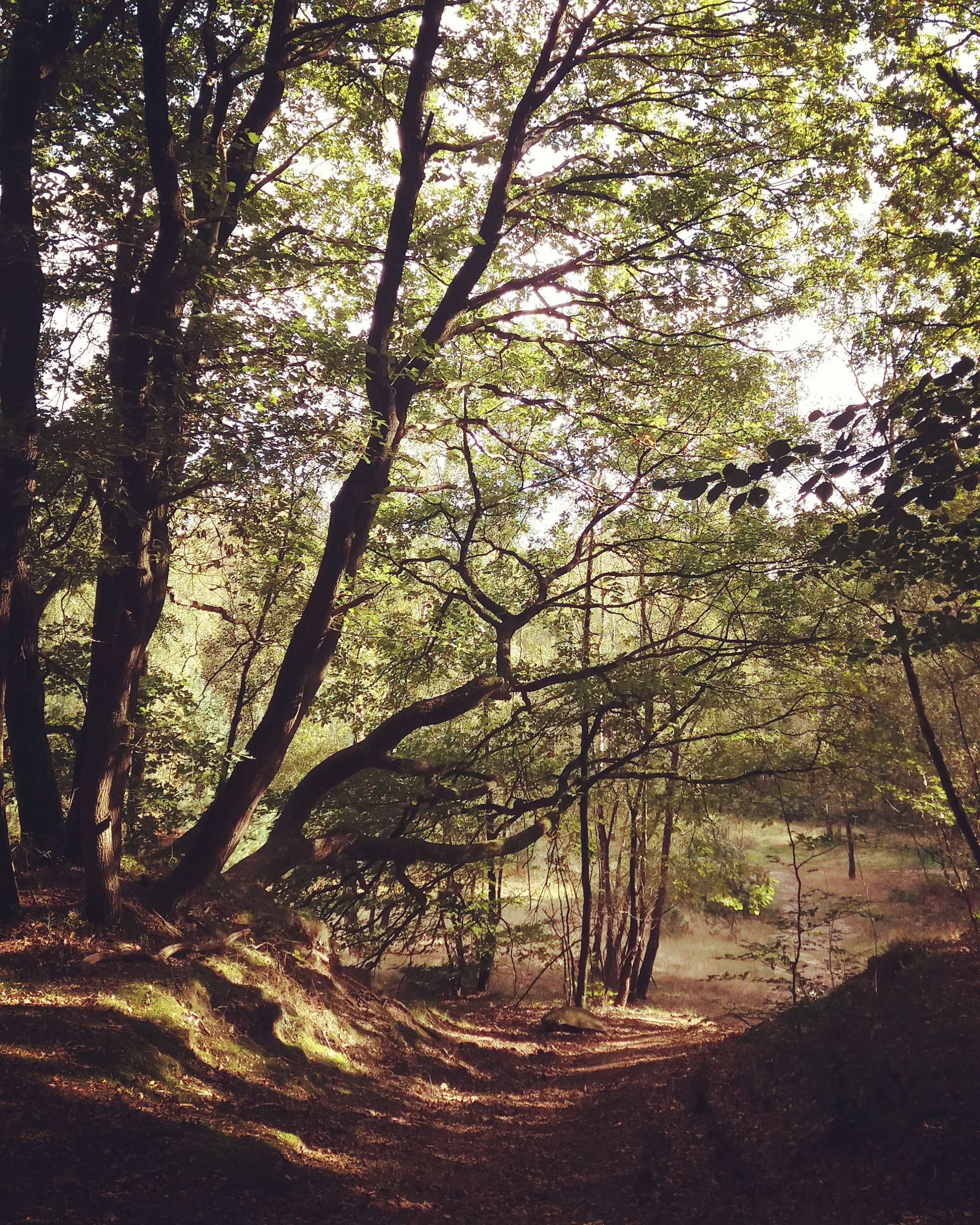
Uitgegroeid eikenhakhout in De Stompert

De Stompert is een natuurgebied en militair oefenterrein van 65 hectare. Het ligt op het noordelijke gedeelte van de Utrechtse Heuvelrug in de gemeente Soest in de provincie Utrecht.
Het gebied ligt ten zuidoosten van Soestduinen, noordoostelijk van Soesterberg, naast de De Vlasakkers en tegenover landgoed De Paltz. De Stompert is vernoemd naar de hoge top in dit gebied. Deze 'berg' heette vroeger de Soesterberg of de Waelbergh. Het hoogste punt ligt 51 meter boven NAP. Volgens een andere bron is de Stompert 57 meter hoog.

## Geschiedenis
De Stompert is in de ijstijden ontstaan door gletsjers. Rivierzand werd daarbij opgestuwd tot de oost-west lopende heuvelkammen van de Utrechtse Heuvelrug. De Stompert en de Vlasakkers zijn daardoor nogal heuvelachtig. Het gebied werd later gebruikt voor de aanleg van grafheuvels.
In 1882 werd in het gebied een drinkwaterpompstation van de Utrechtsche Waterleidingmaatschappij gebouwd, met een waterreservoir op het hoogste punt in het gebied, zodat het water onder natuurlijk verval richting Utrecht kon stromen.
In 1908 maakte de militair Willem-Hendrik Schukking vanaf het hoogste punt de eerste zweefvliegvlucht in Nederland. Hij legde een afstand van 15 meter af.
Sinds 1949 is De Stompert in gebruik als militair oefenterrein en wordt het beheerd door Defensie. In 1952 werd hier luchtwachttoren 2T1 gebouwd, maar na de sloop rond 1970 rest alleen nog maar de fundering. Sinds 1992 is het gebied vrij toegankelijk voor het publiek.

## Flora en fauna
Naast eikenhakhout groeit hier meest berk en grove den, waaronder vliegden. Het bos met daartussen liggende heideveldjes biedt een onderkomen aan onder andere reeën, konijnen, vossen, zandhagedissen en hazelwormen. Behalve de kleinere bosvogels worden boomleeuwerik, zwarte specht, boomvalk, buizerd en haviken in het gebied aangetroffen.

### Insecten
In 2021 is een populatie Bosbeskielwantsen ontdekt , een soort die vooral bekend was van de Veluwe. In het hout van dode bomen leven zwamkevers zoals de Thymalus limbatus, en ook de Tonderzwamschorswants is aangetroffen.

### Hakhout
Het gebied kent veel eikenstrubbenbos met zomer- en wintereiken. Het is sinds de vroege Middeleeuwen gebruikt voor het oogsten van hakhout. Om de tien tot vijftien jaar werden de bomen teruggebracht tot stoven of stobben. In de jaren erna liepen deze stobben weer uit. Er zijn stoven in de Stompert met een omtrek van 10 m. Het eikenhakhout werd in later eeuwen op aarden wallen aangeplant om zandverstuiving tegen te gaan.

## Wandelpaden
De Stompert is tussen zonsopgang en zonsondergang toegankelijk voor wandelaars. De drie gemarkeerde wandelroutes zijn 2,5 tot 3 km lang. IVN Eemland heeft daarenboven een gps-route uitgezet met een lengte van 5,2 km.